# هوغو فرنانديز
هوغو فرنانديز (بالإسبانية: Hugo Fernández Artucio) (و. 1912 – 1974 م) هو كاتب، ومؤرخ، وسياسي، ونقابي، من الأوروغواي، ولد في مونتيفيديو، توفي عن عمر يناهز 62 عاماً.

## الخدمة العسكرية
خدم في الألوية الدولية.

## جوائز
حصل على جوائز منها:
- جائزة ماريا مورس كابوت [الإنجليزية]‏ (1964).